# Claude-Yves Robin
Pour les articles homonymes, voir Robin.
 (octobre 2018).
Si vous disposez d'ouvrages ou d'articles de référence ou si vous connaissez des sites web de qualité traitant du thème abordé ici, merci de compléter l'article en donnant les références utiles à sa vérifiabilité et en les liant à la section « Notes et références ».
Né  le 6 juin 1963, Claude-Yves Robin est un dirigeant d'entreprises français, spécialiste du monde de l'audiovisuel et de la communication.

## Biographie
Claude-Yves Robin est diplômé d'EM LYON (promotion ESC 1986).
En 1988, il participe, comme secrétaire général, à la création de la première chaîne hertzienne régionale privée : TV8 Mont-Blanc. Il rejoint ensuite la Compagnie générale des eaux comme responsable du développement du câble en Rhône-Alpes.
En 1991, Claude-Yves Robin entre chez Lagardère en tant que directeur financier de la chaîne Canal J. Trois ans plus tard, il en devient directeur général puis président de 2002 à 2005.
Pour défendre les intérêts collectifs des chaînes thématiques, il fonde en 1997 l'Association des chaînes du câble et du satellite (ACCeS).
En 2003, il est nommé président-directeur général de l'ensemble des chaînes thématiques jeunesse du groupe Lagardère. Il devient aussi président de Tiji, puis de Match TV et de Filles TV. Au titre de ses fonctions, il a notamment porté le projet de chaîne jeunesse Gulli sur la TNT (dont il a été président du conseil de surveillance jusqu'en 2012) , associant France Télévisions et le groupe Lagardère, et également il a mené l'étude de faisabilité (2003-2005) de la création de JCC la chaîne internationale pour enfants lancée en septembre 2005 à Doha par la Qatar Foundation.
De 2005 à 2010, Claude-Yves Robin est directeur général de France 5 (230 salariés). En 2007, il a été élevé au grade d'Officier des Arts et Lettres, et en 2011 il a été décoré Chevalier de l'ordre national du Mérite par Luc Chatel, Ministre de l'Éducation nationale
De 2008 à 2010, il est également directeur général de France 4.
En 2010, il est nommé directeur général de France 2 par Rémy Pflimlin, nouveau président de France Télévisions.
En février 2012, il quitte le groupe de télévision publique.
Depuis cette date, il a créé une société de conseil.

## Décorations
- Officier de l'ordre des Arts et des Lettres (2009)[3]
- Chevalier de l'ordre national du Mérite (2010)[4]